# BV De Graafschap in het seizoen 1959/60
Het seizoen 1959/1960 was het zesde jaar in het bestaan van de Doetinchemse betaaldvoetbalclub De Graafschap. De club kwam uit in de Eerste divisie B en eindigde daarin, na een degradatiecompetitie, op de 17e plaats. Dit betekende dat de club rechtstreeks degradeerde naar de Tweede divisie.

## Wedstrijdstatistieken

### Eerste divisie B
|       | AGOVV | Alkmaar '54 | D.F.C. | DHC   | Eindhoven | Go Ahead | Helmondia '55 | Heracles | Hermes DVS | Leeuwarden | Limburgia | RBC   | RCH   | SHS   | VSV   | ZFC   |
| ----- | ----- | ----------- | ------ | ----- | --------- | -------- | ------------- | -------- | ---------- | ---------- | --------- | ----- | ----- | ----- | ----- | ----- |
| Thuis | 2 – 0 | 1 – 5       | 1 – 1  | 2 – 2 | 2 – 2     | 3 – 3    | 2 – 1         | 3 – 3    | 2 – 0      | 2 – 1      | 2 – 2     | 4 – 1 | 1 – 3 | 3 – 0 | 3 – 3 | 0 – 5 |
| Uit   | 3 – 1 | 2 – 2       | 5 – 1  | 0 – 0 | 2 – 0     | 4 – 1    | 3 – 0         | 2 – 0    | 4 – 1      | 6 – 1      | 4 – 0     | 6 – 0 | 2 – 0 | 1 – 1 | 2 – 1 | 5 – 0 |

### Nacompetitie voor degradatie
| Nacompetitie                                                                                   | De Graafschap                     | 2 – 3 (0 – 1) | RBC                                                      |
| 12 juni 1960 Plaats: Nijmegen Goffertstadion Toeschouwers: 5.000 Scheidsrechter: Dirk van Male | Leo Bosklopper 60' Paul Vet 86'   |               | 25' Kees Vermunt 50' Cees van Beers 82' Piet Bruijninckx |
| Nacompetitie                                                                                   | RCH                               | 2 – 1 (0 – 1) | De Graafschap'                                           |
| 19 juni 1960 Plaats: Utrecht Galgenwaard Toeschouwers: 5.000 Scheidsrechter: Joop Martens      | Piet Brouwer 60' László Nánai 78' |               | 27' Arie Blekkenhorst                                    |

## Statistieken De Graafschap 1959/1960

### Eindstand De Graafschap in de Nederlandse Eerste divisie B 1959 / 1960
| Stand | Gespeeld | Gewonnen | Gelijk | Verloren | Punten | Doelpunten voor | Doelpunten tegen |
| ----- | -------- | -------- | ------ | -------- | ------ | --------------- | ---------------- |
| 17e   | 32       | 6        | 10     | 16       | 22     | 42              | 83               |

### Topscorers
| #                 | Naam              | Goal |
| ----------------- | ----------------- | ---- |
| 1.                | Ben de Ridder     | 8    |
| 2.                | Gerrit Bosveld    | 6    |
| 3.                | Wim van de Schuur | 5    |
| 4.                | Leo Bosklopper    | 4    |
| 4.                | Frits Paule       | 4    |
| 4.                | Paul Vet          | 4    |
| 7.                | Gerrit Selderhuis | 3    |
| 8.                | Jan Bovenius      | 2    |
| 8.                | Jan Roes          | 2    |
| 10.               | Gerrit Kluin      | 1    |
| 10.               | Hennie Oonk       | 1    |
| 10.               | Karel Weijand     | 1    |
| Onbekend doelpunt |                   |      |
| –                 | Onbekend          | 1    |
| Totaal            | Totaal            | 42   |

| #      | Naam              | Goal |
| ------ | ----------------- | ---- |
| 1.     | Arie Blekkenhorst | 1    |
| 1.     | Leo Bosklopper    | 1    |
| 1.     | Paul Vet          | 1    |
| Totaal | Totaal            | 3    |